# Паштеттен
Паштеттен (нім. Pastetten) — громада в Німеччині, розташована в землі Баварія. Підпорядковується адміністративному округу Верхня Баварія. Входить до складу району Ердінг. Центр об'єднання громад Паштеттен.
Площа — 22,05 км2. Населення становить 2781 ос. (станом на 31 грудня 2020).